# 曝光
在攝影上，曝光是指攝影的過程中允許進入鏡頭照在感光媒體（膠片相機的底片或是數碼照相機的圖像感測器）上的光量。「曝光」可以經由光圈，快門和感光媒體的感光度的組合來控制。

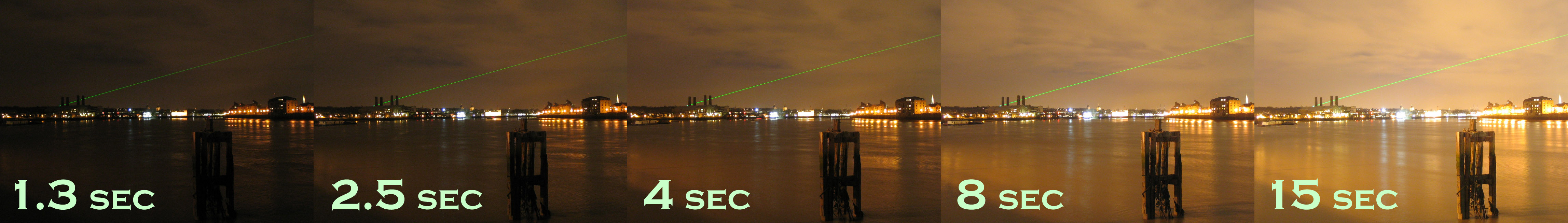
利用快門來控制曝光的示範

另外，不慎讓底片接觸到光線也稱為曝光，粵語則稱之為「走光」。
还有一些負面消息、違法行為被媒體、網絡上向社會公開，可以稱為某某事件或某某事情被曝光。曝光負面消息或是違法行為的方式有很多種：
- 通過新聞媒體報導公佈
- 在網絡曝光平台發布帖子
- 在個人博客和其他社交媒體曝光

......等。在市場行銷和廣告領域，曝光（Exposure）是一個特有名詞，指的把廣告内容展示給廣告的受衆或者產品服務的潛在客戶的操作和過程。